# کودرون سی.۶۰
کودرون سی. ۶۰ (به انگلیسی: Caudron_C.60) یک هواگرد ملخ‌پیشین تک‌موتوره از نوع آموزشی ساخت شرکت Caudron است.